# Barbacou à face rousse
Nonnula amaurocephala
Espèce
Statut de conservation UICN

 LC  : Préoccupation mineure
Le Barbacou à face rousse (Nonnula amaurocephala) est une espèce d'oiseau de la famille des bucconidés (ou Bucconidae).
Son aire s'étend à travers l'interfluve aval des rios Negro et Solimões.